# Drieankerbaai
Drieankerbaai (Engels: Three Anchor Bay) is een kleine voorstad van Kaapstad, gelegen tussen Seepunt en Groenpunt.
De naam is afgeleid van drie ankers in de baai waartussen vroeger kettingen waren gespannen ter bescherming tegen vijandelijke invasies.
Het strand van Drieankerbaai kreeg midden jaren zestig bekendheid toen de Afrikaanse schrijfster en dichteres Ingrid Jonker op 19 juli 1965 zelfmoord pleegde door er de zee in te lopen.